# Cystorchis luzonensis
Cystorchis luzonensis är en orkidéart som beskrevs av Oakes Ames. Cystorchis luzonensis ingår i släktet Cystorchis, och familjen orkidéer. Inga underarter finns listade i Catalogue of Life.